# Kornelia Marek
Kornelia Marek (Marklowice, 3 de agosto de 1985) é uma esquiadora cross-country polonesa que compete profissionalmente desde 2002. Nos Jogos Olímpicos de Inverno de 2010 em Vancouver, ela terminou originalmente em sexto lugar no revezamento 4 x 5 km, em nono lugar na prova de velocidade, em 11º na largada coletiva, em 35º na perseguição combinada e em 39º lugar na prova de 10 km livre. Posteriormente acabou desclassificada de todas as provas por testar positivo no exame antidoping.
Em 2009 no Campeonato Mundial de Esqui Nórdico da FIS em Liberec, Marek terminou em sexto lugar no revezamento 4 x 5 km , 21º na largada coletiva, 29º nos 10 km livre, 40º na perseguição combinada, e 66º na prova de velocidade individual.
Seu melhor colocação na carreira foi o nono lugar num revezamento 4 x 5 km na França em 2008, enquanto o seu melhor resultado individual foi um 23º no evento de 10 km livre na Estônia em janeiro de 2010.
Em 11 de março de 2010, o Comitê Olímpico Polonês divulgou que Marek testou positivo para EPO durante os Jogos Olímpicos de Vancouver. O Comitê Olímpico Internacional destituiu todos os resultados de Marek na competição, incluindo a equipes de revezamento. Em abril de 2010 foi anunciado que ela ficará afastada de todas as competições oficiais por dois anos além de ficar impedida de participar dos Jogos Olímpicos de Inverno de 2014, em Sóchi.